# Ellen Arkbro
Ellen Arkbro (ur. 1990 w Sztokholmie) – szwedzka kompozytorka i wykonawczyni muzyki eksperymentalnej z kręgu postminimalizmu, tworząca rozbudowane utwory w stroju naturalnym, a także instalacje i pejzaże dźwiękowe realizowane z wykorzystaniem zarówno instrumentów akustycznych, jak i przetwarzania cyfrowego. 

## Życiorys i twórczość

### Początki
Ellen Arkbro urodziła się w 1990 w Sztokholmie. Bardzo wcześnie zetknęła się z muzyką. Po ukończeniu 9 roku życia grała na gitarze i śpiewała w zespole. Swoją pierwszą gitarę dostała w wieku 11 lat. Dostała też syntezator, choć nie grała na nim. W 2013 roku wspólnie z Kali Malone, Elsą Bergman, Martą Forsberg i Marią W. Horn utworzyła audiowizualny zespół Hästköttskandalen. Jego muzyka była połączeniem art rocka, slow wave i neo-psychodelii ze sprzężeniami zwrotnymi wideo w czasie rzeczywistym, manipulacją filmem analogowym, swobodną improwizacją i syntezą dźwiękową. Zespół ten nagrał 27 lutego 2014 w sztokholmskiej Kappellet album Spacegirls, wydany 16 lutego następnego roku nakładem Fylkingen Records.

### For Organ and Brass(2017)
Arkbro studiowała u La Monte Younga i Marian Zazeeli w Nowym Jorku oraz u Marca Sabata w Berlinie. W 2017 roku nakładem wytwórni Subtext ukazał się jej debiutancki album, For Organ and Brass, nagrany w kościele św. Szczepana w Tangermünde w Niemczech z wykorzystaniem XVII-wiecznych organów oraz rogu, puzonu i tuby strojonej mikrotonowo. Organy te zostały zbudowane przez hamburską manufakturę Sherer-Orgel i mają strój średniotonowy. Akrbro wybrała je po wypróbowaniu wielu organów w całym kraju. Na łamach magazynu Fact wyjaśniła, że „instrumenty dęte i organy wpadają we wzorce interakcji, w których wyłania się nowy, oddychający instrument” zwracając przy tym uwagę, że wiele historycznych interwałów i akordów, których używa na organach z epoki renesansu, ściśle przypomina tradycyjne ramy muzyki bluesowej i samą „bardzo powolną i zredukowaną muzykę bluesową”.

### CHORDS(2019)
Dla mnie akordy o wysokim stopniu przejrzystości harmonicznej wykazują właściwości podobne do diamentów.

7 czerwca 2019 roku Arkbro wydała kolejny album, CHORDS, na którym zastosowała bardziej minimalistyczne podejście, skupiając się na bezpośrednich właściwościach dźwięku i wykwintnie rozszerzając możliwości tonalne instrumentów akustycznych za pomocą precyzyjnej, subtelnej syntezy. Album jest złożony z dwóch kompozycji, „CHORDS for organ” (15:48) i „CHORDS for guitar” (16:55). W obu tych utworach Arkbro analizuje dźwiękową materialność i harmoniczną jakość akordów oraz rozważa, w jaki sposób te kompozycje wypełniają raczej przestrzeń, niż czas transponując teoretyczne możliwości do sfery zjawiskowej. Pierwsza kompozycja, „CHORDS for Organ”, została po raz pierwszy wykonana w brutalistycznym kościele Västerortskyrkan w Gminie Sztokholm. 
Daniel Martin-McCormick z magazynu Pitchfork określił CHORDS jako „mocny, czasami zaskakujący kolejny krok” w rozwoju Arkbro.
Album znalazł się na liście najlepszych albumów eksperymentalnych 2019 roku (The Best Experimental Albums of 2019) magazynu Pitchfork.

### I Get Along Without You Very Well‎(2022)
W 2022 roku Arkbro i współpracujący z nią szwedzki multiinstrumentalista Johan Graden zrealizowali wspólnie i wydali album I Get Along Without You Very Well, będący ukłonem w stronę muzyki pop. Jednak w ośmiu zwięzłych utworach albumu pozostały ślady wcześniejszej twórczości Arkbro, w tym jej charakterystyczne podejście do pracy z podstawowym materiałem dźwiękowym. Muzycy wykorzystali przy realizacji albumu perkusję, klarnet, organy oraz instrumenty dęte blaszane w połączeniu z wokalem Arkbro. W opinii Daniel Hignella z magazynu The Quietus I Get Along Without You Very Well to „fascynujący album, dzieło, które wykorzystuje osiągnięcia kompozytorów w tworzeniu muzyki klasycznej – zwłaszcza ich wyraźne mistrzostwo harmonii – do skonstruowania unikalnego i zaskakującego podejścia do popowego formatu”.

### Sounds while waiting(2023)
13 października 2023 roku ukazał się trzeci album studyjny Arkbro, Sounds while waiting. Został nagrany w kościele w Unnaryd w Szwecji w czerwcu 2020 roku, Jak stwierdziła kompozytorka w notce na okładce: „Te nagrania są śladem czegoś, co uwielbiałam robić w dużych przestrzeniach rezonansowych, czyli ustawiania podtrzymywanych akordów na wielu organach, a następnie powolnego przechodzenia przez dźwięk. (…) Piszczałki organowe są strojone i przestrajane, choć czasami pozostawiam je takimi, jakie są. To, czego poszukuję, to moment, w którym ujawnia się szczególny rodzaj brzmiącej tekstury – jest on szorstki, skupiony, a jednocześnie dziwnie przejrzysty”.
Album znalazł się na liście 30 najlepszych albumów jazzowych i eksperymentalnych 2023 roku (The 30 Best Jazz and Experimental Albums of 2023) magazynu Pitchfork.

## Dyskografia
Na podstawie strony artystki na Discogs:

### Albumy studyjne
- For Organ And Brass (2017)
- Chords (2019)
- Sounds While Waiting (2023)

### Albumy nagrane z innymi artystami
- XKatedral Volume II ‎(2016) z Isakiem Edbergiem, Kali Malone, Kristoferem Svenssonem i Martą Forsberg
- XKatedral Volume III ‎(2016) z Kali Malone i Cateriną Barbieri
- I Get Along Without You Very Well ‎(2022) z Johanem Gradenem